# Поух
Поух (на немски: Pouch) е част от общината Мулдещаузе в Саксония-Анхалт, Германия с 1680 жители (30 декември 2008). Присъединен е към общината на 1 януари 2010 г.
Поух е споменат за пръв път като Pauc в документ от 981 г.
- Дворецът „Поух“ (2014)